# Ernst Badstübner

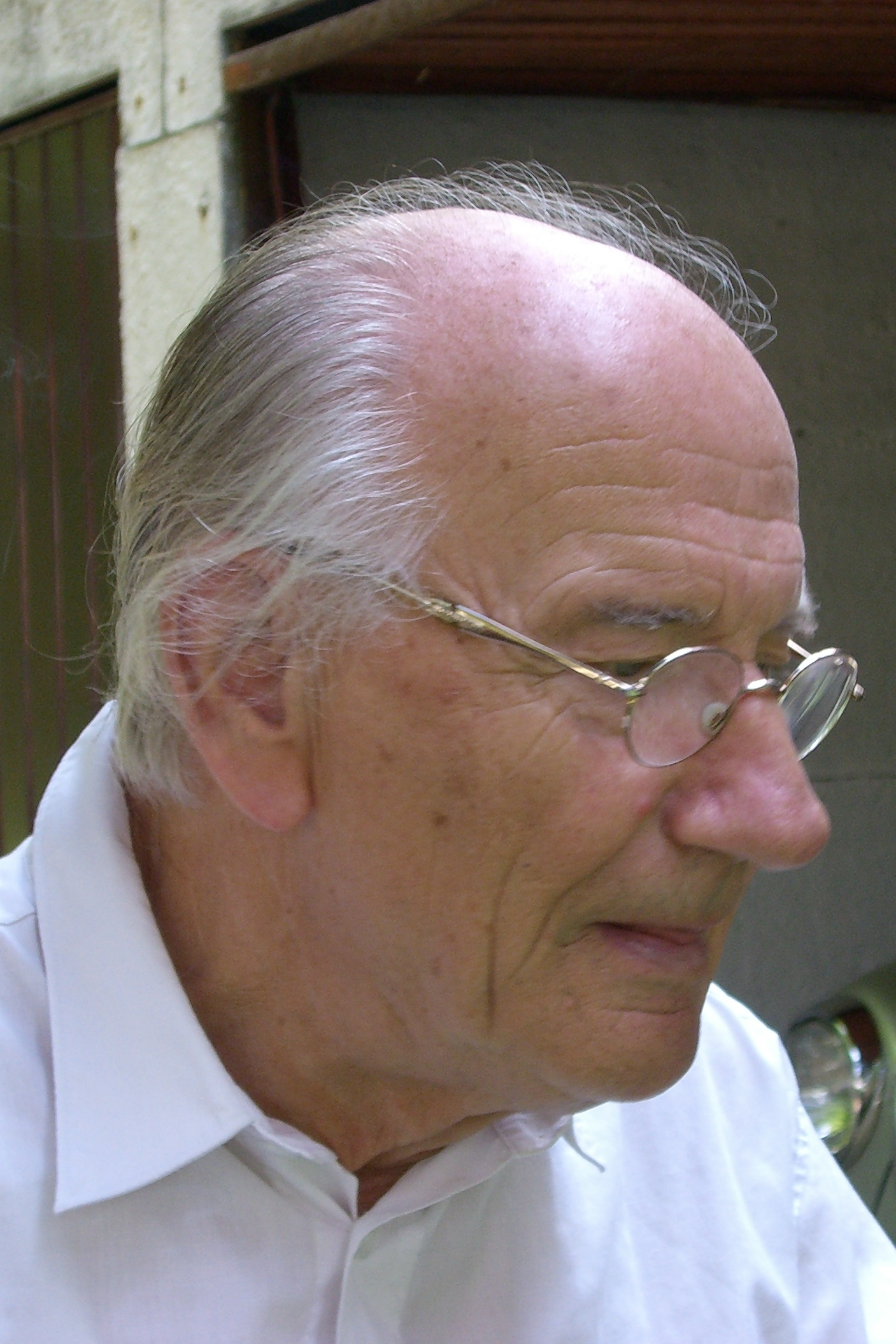
Ernst Badstübner (2006)

Ernst Badstübner (* 25. November 1931 in Stettin) ist ein deutscher Bau- und Kunsthistoriker, Denkmalpfleger und ehemaliger Hochschullehrer.

## Leben
Ernst Badstübner arbeitete nach dem Studium der Klassischen Archäologie und Kunstgeschichte an der Berliner Humboldt-Universität an der von Richard Hamann 1953 gegründeten und später von Edgar Lehmann geleiteten Arbeitsstelle für Kunstgeschichte der Akademie der Wissenschaften in Berlin. Dort wurde er 1961 promoviert. Nach der Auflösung des Akademie-Institutes kam Badstübner 1971 mit Lehmann an die zentrale Forschungsabteilung des Institutes für Denkmalpflege beim DDR-Ministerium für Kultur. 1988 habilitierte er sich. Seine zusammen mit Hannelore Sachs und Helga Neumann verfasste Christliche Ikonographie in Stichworten (Sachs-Badstübner-Neumann, zuerst erschienen 1973) wurde zum Standardwerk und erreichte bis 1998 sieben Auflagen. Ab der 8. Auflage lautet der Titel Wörterbuch der christlichen Ikonographie (10. Auflage 2012).
Nach der Abwicklung des Institutes für Denkmalpflege wurde Badstübner von der Wartburg-Stiftung als Burghauptmann der Wartburg berufen. 1994 wurde ihm der Lehrstuhl für Kunstgeschichte des Mittelalters am Caspar-David-Friedrich-Institut der Universität Greifswald übertragen, den er bis zu seiner Emeritierung 1998 innehatte.
Badstübner publizierte vorrangig zur mittelalterlichen Architektur des nördlichen Mitteleuropas, insbesondere zu Sakralbauten in Thüringen und der Mark Brandenburg. Er ist Ehrenvorsitzender der Wartburg-Gesellschaft zur Erforschung von Burgen und Schlössern. Ferner ist er seit 1995 ordentliches Mitglied der Akademie gemeinnütziger Wissenschaften zu Erfurt.
Ernst Badstübner ist mit der Kunsthistorikerin Sibylle Badstübner-Gröger (* 1935) verheiratet. Sie ist u. a. in der Deutschen Gesellschaft Herausgeberin der Reihe Schlösser und Gärten der Mark.

## Auszeichnungen
2016 wurden Ernst Badstübner und Sibylle Badstübner-Gröger für ihr Lebenswerk mit der Ferdinand-von-Quast-Medaille des Landes Berlin ausgezeichnet.

## Veröffentlichungen (Auswahl)
- Die Kirche des ehemaligen Praemonstratenser-Klosters Vessra in Thüringen: Ein Beitrag zur romanischen Architektur Mitteldeutschlands und zur Baukunst der Praemonstratenser im 12. Jahrhundert. (Dissertation) Berlin 1960.
- Die Prämonstratenser-Klosterkirche zu Veßra in Thüringen. Akademie-Verlag, Berlin 1961.
- (mit Hannelore Sachs und Helga Neumann) Christliche Ikonographie in Stichworten Leipzig: Koehler und Amelang 1973
  - ab der 8. Auflage: Wörterbuch der christlichen Ikonographie, zuletzt 10. Auflage Regensburg: Schnell und Steiner 2012 ISBN 978-3-7954-2621-7
- Kirchen der Mönche. Die Baukunst der Reformorden im Mittelalter. Union, Berlin 1980.
- Das alte Mühlhausen. Kunstgeschichte einer mittelalterlichen Stadt. Koehler & Amelang, Leipzig 1989, ISBN 3-7338-0055-9.
- Feldsteinkirchen des Mittelalters. Hinstorff, Rostock 2002, ISBN 3-356-00942-7.
- Zisterzienserkirchen im nördlichen Mitteleuropa. Hinstorff, Rostock 2005, ISBN 3-356-01095-6.
- als Hrsg. mit Dietmar Popp, Andrzej Tomaszewski und Dethard von Winterfeld: Polen. Schlesien. Im Auftrag des Herder-Instituts Marburg und der Dehio-Vereinigung. München / Berlin 2005, ISBN 3-422-03109-X (= Dehio-Handbuch der Kunstdenkmäler in Polen: Schlesien).
- DuMont Kunst-Reiseführer Brandenburg. DuMont, Ostfildern 2003 (2. Auflage 2006).
- Baugestalt und Bildfunktion. Texte zur Architektur- und Kunstgeschichte. Lukas, Berlin 2006, ISBN 3-86732-002-0.